# GAL (pel·lícula)
GAL'' és una pel·lícula espanyola de 2006 dirigida per Miguel Courtois i produïda per El Mundo TV, sota la direcció de Melcior Miralles.

## Argument
Dos periodistes espanyols, Manuel Mallo (José Garcia) i Marta Castillo (Natalia Verbeke), investiguen una trama de corrupció sobre la guerra bruta contra ETA. Aquests periodistes pertanyien al principi al Diario 16, el director del qual va ser destituït en tenir indicis de la investigació. Posteriorment el diari El Mundo va ser l'encarregat de treure a la llum la notícia. El subcomissari Paco Ariza (Jordi Mollà) interpreta un presumpte policia corrupte que en la vida real representaria José Amedo.

## Repartiment
- José Garcia (Manuel Mallo)
- Natalia Verbeke (Marta Castillo)
- Jordi Mollà - (Paco Ariza)
- Abel Folk - (Pablo Codina, director del períodic).
- Pedro Mari Sánchez - (Juez Serna)
- Bernard Le Coq - (President del Govern)
- José Ángel Egido - (José Broca, Ministre de l'Interior)

## Comentaris
Basat en fets reals de la recent història d'Espanya.
L'equip de rodatge ha estat el mateix que a la pel·lícula de El Lobo. A més, resulta que José Coronado dona vida a un personatge que es diu Ricardo, igual que a la pel·lícula de El Lobo encara que només apareix al principi de la pel·lícula que serà diguem la moral de tota la investigació... A la pregunta " És vostè el cap dels GAL? " respon "Fixa't, si fos veritat i tu ho haguessis descobert. La teva vida no valdria ni dues pessetes". Aquesta frase fa suposar que representa el Tinent General Andrés Cassinello, a qui també se li va preguntar això i la resposta del qual va ser la mateixa.
El realitzador Miguel Courtois no utilitza en cap moment els noms reals de la trama, però es veu clarament qui representen. Els tirants del director del diari (revelen que es tracta de Pedro J. Ramírez, conegut per usar aquest vistós complement) o l'accent semiandalús del Presidente del Gobierno (similar al de Felipe González, president del govern durant els fets en què es basa el film), o el jutge que tira endavant el sumari del GAL (el jutge Baltasar Garzón, que va fer aquest mateix paper en la realitat)...

## Rebuda
- "Si tan segur s'està que el que s'explica va ser com es mostra (...) s'imposa el no amagar els personatges reals darrere pseudònims. (...) La pel·lícula explica veritats, sí, però també mentides; o per dir-ho amb precisió, amaga darrere de la paraula d'algun personatge judicis sumaris, de manera que el ministre de l'Interior queda, davant els ulls de qui vegi la pel·lícula i no conegui la història, no com algú condemnat pel mal ús de fons reservats, sinó com l'organitzador dels GAL.[1]